# 吸血鬼ヨーガ伯爵
吸血鬼ヨーガ伯爵（きゅうけつきヨーガはくしゃく、英:Count Yorga, Vampire） は、1970年に公開されたアメリカ合衆国の吸血鬼映画、ホラー映画。
監督、脚本ボブ・ケルジャン。
出演ロバート・クォーリー、ロジャー・ペリー、マイケル・マーフィー。

## あらすじ
吸血鬼ヨーガ伯爵の入った棺桶は船でロサンゼルスまで運ばれる。
その後彼は、ドナという女性の母親の霊を呼び寄せるため、霊媒として交霊会に参加する。この交霊会には依頼者のドナに加え、その婚約者のマイケル、その友人夫妻であるポールとエリカ、ピーター、そしてクレオが参加していた。その際、伯爵はドナの錯乱を鎮めるどさくさに紛れてドナに催眠を仕掛ける。
伯爵と別れたドナはマイケルから伯爵の人となりについて尋ねられ、「彼は私の母親の恋人であり、死亡する3週間前に出会った」と話すも、母親の葬式に来ていたかどうかわからなくなったと答え、「当初母は火葬する予定だったが、伯爵に埋葬を勧められた」と述べる。
一方、伯爵を屋敷まで送っていたポールとエリカは帰宅しようとしたところ、車がぬかるみに嵌ったため、仕方なく車中泊する。そこへ現れた伯爵は車のドアを開けてポールを気絶させ、驚いたエリカの血を吸う。
翌日、マイケルとポールの会話で、昨夜の事件について覚えていないことが判明する。そのエリカは貧血が疑われたため、医師のヘイズが診察したところ、首に2つの傷を見つけ、直ちに上司のシャイガート博士に血液検査を依頼したところ、精密検査を勧められる。
ポールは帰宅したエリカの様子がおかしいことに気づき、マイケルを連れて彼女の自宅に来たところ、猫をかじる彼女の姿に遭遇し、ヘイズを呼び出し、ポールの血を輸血してもらう。
その後、ヘイズは精密検査の結果をもとに、エリカが吸血鬼に襲われたと述べる。ヘイズはポールに見張りを命じるも、寝てしまったがために伯爵はエリカにさらわれる。目を覚ましたポールはそのことに気づき、マイケルに連絡したうえで自ら伯爵の屋敷へ行くも、ブルーダに殺されてしまう。
マイケルから連絡を受けたヘイズが妻に相談し多彩、血を抜かれた赤子の死体が見つかったことが新聞で報じられたことが判明する。それを受け、ヘイズは警察に通報するが、同様の通報はすでに多数寄せられており、警察から信用されなかった。
ポールが殺されたと知らぬまま、ヘイズとマイケル、ドナの三人は伯爵の屋敷に居座る作戦に乗り出すも、本人に追い返されたため、3人は仕方なくマイケルのアパートに戻る。
ヘイズは伯爵の殺害をマイケルに打ち明け、翌日の午後2時に来るよう言いつける。マイケルは目覚まし時計を仕掛けていたが、伯爵が棺桶の中からドナを操って目覚まし時計を解除させ、自分の元へと向かわせる。
寝坊したマイケルはドナが伯爵にさらわれたことに気づき、大急ぎで杭や十字架を用意した後ヘイズと2人で伯爵の元へ行き、手分けしてドナを探す。ヘイズはすぐに伯爵に見つかり、吸血鬼と化したエリカたちと引き合わせる。怒ったヘイズに十字架を突きつけられた伯爵が怯んだため、とどめを刺そうとしたところで、女吸血鬼たちによって袋叩きにされた挙句、伯爵の返り討ちに遭う。
その後、伯爵は二階にいるドナと彼女の母親と再会させる。だが、彼女の母親はすでに吸血鬼と化していた。
一方、マイケルは地下通路から抜け出し、瀕死のヘイズからドナの居所を見つけ、その場にいた吸血鬼たちを倒す。
マイケルはドナを連れて屋敷から脱出するも、ドナもまた吸血鬼となっており、彼女に襲われたところで物語は幕を下ろす。

## キャスト
| 役名               | 俳優                     | 日本語吹替                                 |
| 役名               | 俳優                     | 東京12ch版                                 |
| ------------------ | ------------------------ | ------------------------------------------ |
| ヨーガ伯爵         | ロバート・クォーリー     | 納谷悟朗                                   |
| ドナ               | ドナ・アンダース         | 小谷野美智子                               |
| ジム・ヘイズ博士   | ロジャー・ペリー         | 仲村秀生                                   |
| マイク・トンプソン | マイケル・マクレディ     | 納谷六朗                                   |
| エリカ             | ジュディ・ラング         | 弥永和子                                   |
| ポール             | マイケル・マーフィー     | 千田光男                                   |
| ジュディ           | シビル・スコットフォード | 峰あつ子                                   |
| ブルダ             | エドワード・ウォルシュ   | 加藤正之                                   |
| クレオ             | ジュリー・コンナース     | 原えおり                                   |
| ドナの母           | マーサー・ジョーダン     | 岩下ひろみ                                 |
|                    |                          |                                            |
| 演出               | 演出                     | 長野武二郎                                 |
| 翻訳               | 翻訳                     | 宝輪京子                                   |
| 効果               | 効果                     | PAG                                        |
| 調整               | 調整                     | 行徳邦重                                   |
| 制作               | 制作                     | 有村放送プロモーション                     |
| 解説               |                          |                                            |
| 初回放送           | 初回放送                 | 1977年6月21日 『火曜名画劇場』 21:00-22:24 |